# Dzieci Boga
Dzieci Boga (ang. Children of God) − bahamski film dramatyczny z 2010 roku, napisany i wyreżyserowany przez Kareema Mortimera. Opowiada o związku uczuciowym dwóch mężczyzn − czarnoskórego Romeo i niezależnego artysty Jonny'ego. Światowa premiera obrazu odbyła się 13 marca 2010 podczas festiwalu filmowego w Miami. 20 maja 2011 nastąpiła komercyjna premiera projektu. Dzieci Boga to jeden z pierwszych filmów o tematyce LGBT, jakie wyprodukowano na Wyspach Karaibskich. Krytycy pozytywnie ocenili dzieło. Witryna internetowa bet.com okrzyknęła obraz Mortimera jako jedną z najlepszych produkcji filmowych 2010 roku.

## Obsada
- Johnny Ferro − Jonny Roberts
- Margaret Laurena Kemp − Lena Mackey
- Stephen Tyrone Williams − Romeo Fernander
- Van Brown − wielebny Clyde Ritchie
- Mark Ford − Ralph Mackey
- Craig Pinder − Mike Roberts
- Sylvia Adams − babcia Rose
- Aijalon Coley − Omar Mackey

## Nagrody i wyróżnienia (wybór)
- 2010, Atlanta Out on Film:
  - nagroda za najlepszy film
  - nagroda dla najlepszego aktora (wyróżniony: Johnny Ferro; ex aequo z Jamesem Franco, nagrodzonym za rolę w filmie Skowyt)
  - nagroda dla najlepszego reżysera (Kareem Mortimer)
- 2010, Newfest:
  - nagroda w kategorii najlepszy film narracyjny
- 2010, Oregon Bend Film Festival:
  - nagroda widowni w kategorii najlepszy film fabularny

Źródła: , 